# Jim Stanfield
James Bovaird "Jim" Stanfield, född 1 januari 1947, död 19 november 2009, var en kanadensisk professionell ishockeyforward som tillbringade tre säsonger i den nordamerikanska ishockeyligan National Hockey League (NHL), där han spelade för Los Angeles Kings. Han producerade en poäng (noll mål och en assist) samt drog på sig noll utvisningsminuter på sju grundspelsmatcher. Stanfield spelade även för San Diego Gulls, Portland Buckaroos och Denver Spurs i Western Hockey League (WHL); Springfield Kings i AHL; Dallas Black Hawks i Central Professional Hockey League (CPHL)/Central Hockey League (CHL) samt St. Catharines Black Hawks i OHA-Jr.
Han var bror till Fred Stanfield och Jack Stanfield, den första spelade fler än 900 NHL-matcher och vann två Stanley Cup medan den andre spelade bara en enda slutspelsmatch i NHL. Jack Stanfield vann dock WHA:s Avco World Trophy.
Den 19 november 2009 avled Stanfield i Spokane, Washington i USA.

## Statistik
| 1964–1965       | St. Catharines Black Hawks | OHA-Jr.         | 3   | 0  | 1  | 1   | 0  | —  | — | — | —  | — |
| 1965–1966       | St. Catharines Black Hawks | OHA-Jr.         | 45  | 7  | 10 | 17  | 42 | 2  | 0 | 0 | 0  | 4 |
| 1966–1967       | London Nationals           |                 | 45  | 32 | 19 | 51  | 53 | 6  | 6 | 2 | 8  | 0 |
| 1967–1968       | Dallas Black Hawks         | CPHL            | 24  | 5  | 5  | 10  | 6  | —  | — | — | —  | — |
| 1968–1969       | Dallas Black Hawks         | CHL             | 66  | 24 | 15 | 39  | 16 | 11 | 5 | 3 | 8  | 2 |
| 1969–1970       | Los Angeles Kings          | NHL             | 1   | 0  | 0  | 0   | 0  | —  | — | — | —  | — |
|                 | Dallas Black Hawks         | CHL             | 55  | 18 | 11 | 29  | 8  | —  | — | — | —  | — |
|                 | Springfield Kings          | AHL             | 18  | 11 | 5  | 16  | 2  | 14 | 8 | 9 | 17 | 2 |
| 1970–1971       | Los Angeles Kings          | NHL             | 2   | 0  | 0  | 0   | 0  | —  | — | — | —  | — |
|                 | Springfield Kings          | AHL             | 45  | 7  | 19 | 26  | 22 | 11 | 1 | 0 | 1  | 6 |
| 1971–1972       | Los Angeles Kings          | NHL             | 4   | 0  | 1  | 1   | 0  | —  | — | — | —  | — |
|                 | Springfield Kings          | AHL             | 64  | 30 | 26 | 56  | 11 | 3  | 0 | 0 | 0  | 0 |
| 1972–1973       | Portland Buckaroos         | WHL             | 47  | 15 | 8  | 23  | 7  | —  | — | — | —  | — |
|                 | San Diego Gulls            | WHL             | 21  | 9  | 14 | 23  | 4  | —  | — | — | —  | — |
| 1973–1974       | San Diego Gulls            | WHL             | 32  | 4  | 14 | 18  | 2  | —  | — | — | —  | — |
|                 | Denver Spurs               | WHL             | 35  | 15 | 21 | 36  | 4  | —  | — | — | —  | — |
| 1974–1975       | Spokane Flyers             | WIHL            | 47  | 45 | 57 | 102 | 6  | —  | — | — | —  | — |
| 1975–1976       | Spokane Jets               | WIHL            | 33  | 33 | 21 | 54  | 2  | —  | — | — | —  | — |
|                 | Buffalo Norsemen           | NAHL            | 27  | 10 | 19 | 29  | 0  | 4  | 1 | 1 | 2  | 0 |
| 1976–1977       | Spokane Flyers             | WIHL            | 56  | 10 | 16 | 26  | 4  | —  | — | — | —  | — |
| NHL totalt      | NHL totalt                 | NHL totalt      | 7   | 0  | 1  | 1   | 0  | —  | — | — | —  | — |
| WHL totalt      | WHL totalt                 | WHL totalt      | 135 | 43 | 57 | 100 | 17 | —  | — | — | —  | — |
| AHL totalt      | AHL totalt                 | AHL totalt      | 127 | 48 | 50 | 98  | 35 | 28 | 9 | 9 | 18 | 8 |
| CPHL/CHL totalt | CPHL/CHL totalt            | CPHL/CHL totalt | 145 | 47 | 31 | 78  | 30 | 11 | 5 | 3 | 8  | 2 |
| OHA-Jr. totalt  | OHA-Jr. totalt             | OHA-Jr. totalt  | 48  | 7  | 11 | 18  | 42 | 2  | 0 | 0 | 0  | 4 |